# Техничка школа „Јован Жујовић” Горњи Милановац
Техничка школа „Јован Жујовић“ је средња школа у Горњем Милановцу, Србија. Основана је 15. маја 1961. године, а садашње име носи од 4. јуна 1997. године.

## Историја
Основана је 15. маја 1961. одлуком Народног одбора Општине Горњи Милановац, а са радом је почела као Школски центар за школовање ученика металске и машинске струке.
Школа 4. јуна 1997. године мења дотадашње име Техничка школа „Виктор Нешовић“ у Техничка школа „Јован Жујовић“.
Са развитком милановачке привреде стекла се и потреба за школовањем ученика других струка поред машинске, па је у оквиру програма школе постојала и трговина, електро струка, графичка струка и др.
Данас је школа верификована за четири подручја рада: електротехника, машинство и обрада метала, производња и прерада хране и текстилство, а заступљена су прва три од четири набројана.

### Директори
- Љубомир Шарчевић, од оснивања до 15.7.1964.
- Илија Марковић, ВД, 16.7.1964.-1.9.1965.
- Виктор Нешовић, 1.9.1965.-10.3.1971.
- Миодраг Стризовић, 1.4.1971.-31.7.1993.
- Милутин Томовић, 1.8.1993.-27.1.2000.
- Биљана Стеванић, 28.11.2000.-4.12.2001.
- Драган Петровић,5.12.2001.-6.10.2017.[2]
- Бојан Вељовић 7.10.2017.-до данас

## Галерија
- Стара школска зграда снимљена 1985. године
- Стара школска зграда снимљена 2016. године
- Сала техничке школе
- Игралиште у дворишту школе